# 王井镇
王井镇，是中华人民共和国四川省自贡市沿滩区下辖的一个乡镇级行政单位。

## 行政区划
王井镇下辖以下地区：
王井街社区、王井村、新民村、太源村、黄桷村、沱田村、赵湾村、虾坝村、鱼塘村、桂花村和曹湾村。
2019年9月，王井镇源村所属行政区域为邓关街道的行政区域。